# Norbert Ozimek
Norbert Wojciech Ozimek, né le 24 janvier 1945 à Varsovie, est un haltérophile polonais. 

## Palmarès

### Jeux olympiques
- Médaille de bronze aux Jeux de 1968 à Mexico, Mexique
- Médaille d'argent aux Jeux de 1972 à Munich, Allemagne